# Де Волевейккерс
«Де Волевейккерс» (нід. De Volewijckers) — нині неіснуючий нідерландський аматорський футбольний клуб з півночі Амстердама. Домашні матчі команда проводила на стадіоні спорт-парку «Бейкслотербанне».

## Історія
Клуб був заснований 1 листопада 1920 року жителями села Вогелбюрт і спочатку мав назву ДВО, що означало Засноване друзями (нід. Door Vrienden Opgericht). Першими членами клубу були в основному співробітники судноплавної компанії KNSM. У 1921 році перед вступом в Амстердамський футбольний союз команді довелося змінити назву на «Де Волевейккерс», оскільки в чемпіонаті вже виступала команда під ім'ям ДВО. Перше футбольне поле команди розташовувалося на території Гамеркаде, поруч з кабельним заводом ДРАКА.
У квітні 1926 року «Де Волевейккерс» вперше зіграв у Кубку Нідерландів, обігравши в першому раунді «Свіфт» з Амстердама, але вже на наступному етапі кубка зазнав поразки від «Голландії». У тому ж році команда переїхала на новий стадіон у районі Мосвелд, який був зведений в середині житлового району і міг вміщати 15 тисяч глядачів. Завдяки сусідству з іншими житловими районами команда швидко набирала популярність.
У 1927 році клуб став грати у четвертому класі Нідерландів і через два роки перейшов у третій, де грав до 1941 року. Після цього один сезон команда провела у другому дивізіоні, з першого разу вигравши його і в 1942 році вперше вийшла у Перший клас Нідерландів — вищий на той момент дивізіон країни. У сезоні 1943/44 команда виграла свій перший і єдиний титул чемпіона Нідерландів .
Коли в Нідерландах був введений професійний футбол у 1956 році, клуб приєднався до професійних ліг і грав у Ерстедивізі, другому дивізіоні країни, а з 1961 по 1963 рік грав у Ередивізі, вищій професіональній лізі країни, втім так і не досяг серйозних успіхів, а в 1974 році об'єднався з клубом «Амстердам».
Тим не менш «Де Волевейккерс» продовжив існувати як аматорська команда до 2013 року, коли відбулося злиття з амстердамським клубом ДВВ, в результаті якого з'явився клуб «Бейкслот».

## Статистика виступів в Ередивізі
| Сезон   | М  | І  | В  | Н | П  | ГЗ | ГП  | РГ  | О  |
| 1961/62 | 11 | 34 | 13 | 6 | 15 | 68 | 87  | –19 | 32 |
| 1962/63 | 16 | 30 | 2  | 4 | 24 | 31 | 102 | –71 | 8  |

## Досягнення
- Чемпіонат Нідерландів:
  -  Чемпіон: 1943/44